# 23 janvier dans les chemins de fer
23 décembre 23 février
Chronologies thématiques
- Croisades
- Sports
- Disney

Cette page concerne les événements qui se sont déroulés un 23 janvier dans les chemins de fer.

## Événements

### XXIesiècle
- 2002, Union européenne : la Commission européenne propose un ensemble de mesures visant à libéraliser le marché ferroviaire européen, résumées sous le nom de « second paquet ferroviaire ».
- 2006, Monténégro : le déraillement d'une rame automotrice série 412 circulant entre Bijelo Polje et Podgorica a fait environ 46 morts et 198 blessés. Une défaillance du freinage serait à l'origine de cet accident.